# Öffentlicher Rundfunk Georgiens

Das Logo des Rundfunks

Der Öffentliche Rundfunk Georgiens (SSM) (georgisch საქართველოს საზოგადოებრივი მაუწყებელი, sakartwelos sasogadoebriwi mauzkebeli) ist der öffentlich-rechtliche Rundfunk Georgiens. Sitz ist die georgische Hauptstadt Tiflis.

## Geschichte
Er wurde am 23. Mai 1925 unter dem Namen Radio Tiflis als staatlicher Rundfunk Georgiens gegründet. Seit 1956 strahlte er das Fernsehprogramm Fernsehstudio Tiflis (russisch Tbiliskaja studija televidenija) aus. 1971 entstand ein zweites staatliches TV-Programm. Nach dem Bau des Fernsehturms Tiflis 1972 erreichte der Sender weite Flächen Georgiens.
Nach der Unabhängigkeit Georgiens 1991 blieb der Sender unter staatlicher Aufsicht und erhielt den Namen Rundfunkanstalt Georgiens (georgisch Sakartwelos Teleradio Korporacia). Im selben Jahr wurden Auslandsdienste zunächst in deutscher (Radio Georgien), englischer und russischer Sprache gegründet. 1995 wurde ein zweites nationales Radioprogramm eingerichtet.
Das georgische Parlament beschloss im Dezember 2004 ein Rundfunkgesetz. Es gab der Rundfunkanstalt Georgiens am 18. Januar 2005 eine öffentlich-rechtliche Struktur und einen neuen Namen.
Im August desselben Jahres wurde die Journalistin Tamara Kinzuraschwili zur ersten Generaldirektorin des SSM gewählt. Sie war zuvor Mitarbeiterin des Freiheitsinstituts in Tiflis, leitete dort Kommunikations- und Medienprogramme. Der Sender wurde im selben Jahr Mitglied Europäischen Rundfunkunion, nahm 2007 mit der Sängerin Sopho Chalwaschi erstmals am Eurovision Song Contest teil. Der Sender nutzte die Teilnahme, um Georgien durch Nation Branding als Marke zu etablieren.
2009 sandte SSM die Popgruppe Stephane and 3G mit dem Song Put In Disco zum Eurovision Song Contest nach Moskau. Er enthält die Zeile „We Don’t Wanna Put In“, die von der russischen Regierungspartei als Wortspiel gegen Ministerpräsident Wladimir Putin angesehen wird. Es kam zu Demonstrationen vor der georgischen Botschaft in Russland.
Die Auslandsdienste in acht verschiedenen Sprachen firmierten unter dem Namen Radio Tiflis und wurden am 1. Dezember 2005 aus Geldmangel eingestellt.

## Rechtliche Grundlagen
Nach Artikel 15 des georgischen Rundfunkgesetzes ist der SSM ein Teil der Regierung und wird aus Steuermitteln finanziert, arbeitet jedoch „unabhängig von Regierungsanweisungen und -Kontrolle“. Er soll „frei von jeder staatlichen Struktur oder Institution“ und nur „öffentlich rechenschaftspflichtig“ sein.
Das Gesetz verpflichtet den Rundfunk zu „korrekten und aktuellen Informationen, die frei von politischen und wirtschaftlichen Tendenzen sind und ohne versteckte Ansichten vermittelt werden sollen“.
Die öffentliche Kontrolle wird durch ein vom Parlament gewähltes, neunköpfiges Kuratorium ausgeübt. Es wählt den Generaldirektor des SSM und berichtet dem Parlament jährlich über die Rundfunkarbeit. Zudem wachen acht Öffentliche Ausschüsse über die Bindung des Rundfunks an seine Nutzer und halten gemeinsame Sitzungen mit dem Kuratorium ab.
Der Sender erhält jährlich 1,5 Prozent der vom Staat eingenommenen Steuern. 2005 handelte es sich dabei um rund 9,4 Millionen US-Dollar.

## Programme
Der Sender verfügt über zwei Fernseh- und zwei Radiokanäle. Außerdem ist er für die in Fremdsprachen ausgestrahlten Auslandsprogramme zuständig.
Die TV-Kanäle Öffentliches Fernsehen 1 und Öffentliches Fernsehen 2 strahlen Nachrichten, Dokumentationen, Kultur und Unterhaltung, Talkshows, Sport sowie Kindersendungen aus. SSM plant, regionale Fernsehstationen mit Programmen für verschiedene Volksgruppen einzurichten.
Unter dem Namen Pervii Informazionnii Kawkaski (PIK, deutsch – Erste Kaukasische Nachrichten) strahlt der Öffentliche Rundfunk über Satellit ein TV-Programm in russischer Sprache aus. Es kann sechs Stunden täglich in Osteuropa, dem Kaukasus, der Türkei und im Iran empfangen werden. Generaldirektor des Programms ist Robert Parsons, früher Leiter des georgischen Dienstes von Radio Free Europe.
Radio 1 – Georgisches Radio (georgisch Radio Erti) konzentriert sich auf Information. Außerdem bietet es verschiedene Programme für ethnische Minderheiten im Lande. Radio 2 – Georgisches Radio (georgisch Radio Ori) sendet vor allem Musik und Unterhaltung für ältere Jahrgänge mit einem Schwerpunkt auf georgischer Musik.

## Empfang
SSM kann in Deutschland über folgenden Satelliten digital empfangen werden:
Eutelsat W4 auf 36° Ost
12.563 MHz, vertikal,
Symbolrate: 3.255 Msym/s,
FEC: 2/3

## Logos

Ehemaliges Logo